# RM (Rapper)/Diskografie
Diese Diskografie ist eine Übersicht über die musikalischen Werke des südkoreanischen Rappers, Songwriters und Musikproduzenten RM. Den Quellenangaben zufolge hat er als Solointerpret bisher mehr als 1,5 Millionen Tonträger verkauft. Seine erfolgreichsten Veröffentlichungen sind das Debütalbum Indigo und das Studioalbum Right Place, Wrong Person mit je über 500.000 verkauften Einheiten.

## Alben

### Studioalben
| Jahr | Titel Musiklabel                              | Höchstplatzierung, Gesamtwochen, AuszeichnungChartplatzierungen (Jahr, Titel, Musiklabel, Platzierungen, Wochen, Auszeichnungen, Anmerkungen) | Höchstplatzierung, Gesamtwochen, AuszeichnungChartplatzierungen (Jahr, Titel, Musiklabel, Platzierungen, Wochen, Auszeichnungen, Anmerkungen) | Höchstplatzierung, Gesamtwochen, AuszeichnungChartplatzierungen (Jahr, Titel, Musiklabel, Platzierungen, Wochen, Auszeichnungen, Anmerkungen) | Höchstplatzierung, Gesamtwochen, AuszeichnungChartplatzierungen (Jahr, Titel, Musiklabel, Platzierungen, Wochen, Auszeichnungen, Anmerkungen) | Höchstplatzierung, Gesamtwochen, AuszeichnungChartplatzierungen (Jahr, Titel, Musiklabel, Platzierungen, Wochen, Auszeichnungen, Anmerkungen) | Höchstplatzierung, Gesamtwochen, AuszeichnungChartplatzierungen (Jahr, Titel, Musiklabel, Platzierungen, Wochen, Auszeichnungen, Anmerkungen) | Anmerkungen                                                |
| Jahr | Titel Musiklabel                              | DE | AT | CH | UK | US | KR | Anmerkungen                                                |
| ---- | --------------------------------------------- | --- | --- | --- | --- | --- | --- | ---------------------------------------------------------- |
| 2022 | Indigo Big Hit Music (BHM)                    | DE18 (7 Wo.)DE | AT29 (3 Wo.)AT | CH6 (8 Wo.)CH | UK45 (1 Wo.)UK | US3 (7 Wo.)US | KR2 ×2Doppelplatin · (22 Wo.)KR | Erstveröffentlichung: 2. Dezember 2022 Verkäufe: + 500.000 |
| 2024 | Right Place, Wrong Person Big Hit Music (BHM) | DE9 (2 Wo.)DE | AT7 (2 Wo.)AT | CH7 (2 Wo.)CH | UK37 (1 Wo.)UK | US5 (2 Wo.)US | KR2 ×2Doppelplatin · (4 Wo.)KR | Erstveröffentlichung: 24. Mai 2024 Verkäufe: + 500.000     |

### Mixtapes
| Jahr | Titel Musiklabel         | Höchstplatzierung, Gesamtwochen, AuszeichnungChartplatzierungen (Jahr, Titel, Musiklabel, Platzierungen, Wochen, Auszeichnungen, Anmerkungen) | Höchstplatzierung, Gesamtwochen, AuszeichnungChartplatzierungen (Jahr, Titel, Musiklabel, Platzierungen, Wochen, Auszeichnungen, Anmerkungen) | Höchstplatzierung, Gesamtwochen, AuszeichnungChartplatzierungen (Jahr, Titel, Musiklabel, Platzierungen, Wochen, Auszeichnungen, Anmerkungen) | Höchstplatzierung, Gesamtwochen, AuszeichnungChartplatzierungen (Jahr, Titel, Musiklabel, Platzierungen, Wochen, Auszeichnungen, Anmerkungen) | Höchstplatzierung, Gesamtwochen, AuszeichnungChartplatzierungen (Jahr, Titel, Musiklabel, Platzierungen, Wochen, Auszeichnungen, Anmerkungen) | Höchstplatzierung, Gesamtwochen, AuszeichnungChartplatzierungen (Jahr, Titel, Musiklabel, Platzierungen, Wochen, Auszeichnungen, Anmerkungen) | Anmerkungen                                               |
| Jahr | Titel Musiklabel         | DE | AT | CH | UK | US | KR | Anmerkungen                                               |
| ---- | ------------------------ | --- | --- | --- | --- | --- | --- | --------------------------------------------------------- |
| 2015 | RM Big Hit Music (BHM)   | — | — | — | — | — | — | Erstveröffentlichung: 20. März 2015                       |
| 2018 | Mono Big Hit Music (BHM) | — | — | CH62 (1 Wo.)CH | — | US26 (1 Wo.)US | — | Erstveröffentlichung: 22. Oktober 2016 Verkäufe: + 16.000 |

## Singles

### Als Leadmusiker
| Jahr | Titel Album                               | Höchstplatzierung, Gesamtwochen, AuszeichnungChartplatzierungen (Jahr, Titel, Album, Platzierungen, Wochen, Auszeichnungen, Anmerkungen) | Höchstplatzierung, Gesamtwochen, AuszeichnungChartplatzierungen (Jahr, Titel, Album, Platzierungen, Wochen, Auszeichnungen, Anmerkungen) | Höchstplatzierung, Gesamtwochen, AuszeichnungChartplatzierungen (Jahr, Titel, Album, Platzierungen, Wochen, Auszeichnungen, Anmerkungen) | Höchstplatzierung, Gesamtwochen, AuszeichnungChartplatzierungen (Jahr, Titel, Album, Platzierungen, Wochen, Auszeichnungen, Anmerkungen) | Höchstplatzierung, Gesamtwochen, AuszeichnungChartplatzierungen (Jahr, Titel, Album, Platzierungen, Wochen, Auszeichnungen, Anmerkungen) | Höchstplatzierung, Gesamtwochen, AuszeichnungChartplatzierungen (Jahr, Titel, Album, Platzierungen, Wochen, Auszeichnungen, Anmerkungen) | Anmerkungen                                                                                               |
| Jahr | Titel Album                               | DE | AT | CH | UK | US | KR | Anmerkungen                                                                                               |
| --- | ----------------------------------------- | --- | --- | --- | --- | --- | --- | --- |
| 2013 | Perfect Christmas –                       | — | — | — | — | — | KR45 (2 Wo.)KR | Erstveröffentlichung: 18. Dezember 2013 mit Lim Jeong-hee, Joohee, Jung Kook & Jo Kwon Verkäufe: + 64.789 |
| 2015 | Please Don’t Die –                        | — | — | — | — | — | KR74 (1 Wo.)KR | Erstveröffentlichung: 5. März 2015 Verkäufe: + 16.675; feat. Warren G                                     |
| 2015 | Fantastic Fantastic Four (O.S.T.)         | — | — | — | — | — | — | Erstveröffentlichung: 3. August 2015 Verkäufe: + 17.345; feat. Mandy Ventrice                             |
| 2016 | I Know –                                  | — | — | — | — | — | — | Erstveröffentlichung: 31. Mai 2016 mit Jung Kook                                                          |
| 2017 | Change –                                  | — | — | — | — | — | — | Erstveröffentlichung: 19. März 2017 feat. Wale                                                            |
| 2017 | 4 o’Clock –                               | — | — | — | — | — | — | Erstveröffentlichung: 8. Juni 2017 mit V                                                                  |
| 2021 | Bicycle –                                 | — | — | — | — | — | — | Erstveröffentlichung: 6. Juni 2021                                                                        |
| 2022 | Wild Flower Indigo                        | — | — | — | — | US83 (1 Wo.)US | KR49 (6 Wo.)KR | Erstveröffentlichung: 2. Dezember 2022 feat. Youjeen                                                      |
| 2024 | Come Back to Me Right Place, Wrong Person | — | — | — | UK80 (1 Wo.)UK | — | KR81 (1 Wo.)KR | Erstveröffentlichung: 10. Mai 2024                                                                        |
| 2024 | Lost! Right Place, Wrong Person           | — | — | — | UK93 (1 Wo.)UK | — | — | Erstveröffentlichung: 24. Mai 2024                                                                        |
| Folgende Lieder erschienen nicht als Single, wurden aber durch das Album zum Download und Streaming bereitgestellt und konnten somit eine Platzierung erlangen: |                                           | | | | | | | |
| |                                           | | | | | | | |
| 2016 | Reflection Wings                          | — | — | — | — | — | KR38 (1 Wo.)KR | Charteinstieg: 29. Dezember 2016 Verkäufe: + 82.068                                                       |
| 2018 | Trivia 承: Love Love Yourself: Answer     | — | — | — | — | — | KR55 (6 Wo.)KR | Charteinstieg: 6. September 2018 Verkäufe: + 10.000                                                       |
| 2019 | Persona Map of the Soul: Persona          | — | — | — | — | — | KR34 (7 Wo.)KR | Charteinstieg: 11. Mai 2019                                                                               |
| 2022 | Yun Indigo                                | — | — | — | — | — | KR173 (2 Wo.)KR | Charteinstieg: 7. Dezember 2022 feat. Erykah Badu                                                         |
| 2022 | All Day Indigo                            | — | — | — | — | — | KR159 (2 Wo.)KR | Charteinstieg: 7. Dezember 2022 feat. Tablo                                                               |
| 2022 | Still Life Indigo                         | — | — | — | — | — | KR157 (2 Wo.)KR | Charteinstieg: 7. Dezember 2022 feat. Anderson Paak                                                       |
| 2022 | Forg_tfu Indigo                           | — | — | — | — | — | KR191 (1 Wo.)KR | Charteinstieg: 7. Dezember 2022 feat. Kim Sa-wol                                                          |
| 2022 | Closer Indigo                             | — | — | — | — | — | KR195 (1 Wo.)KR | Charteinstieg: 7. Dezember 2022 feat. Paul Blanco & Mahalia                                               |

### Als Gastmusiker
| Jahr | Titel Album                                      | Höchstplatzierung, Gesamtwochen, AuszeichnungChartplatzierungen (Jahr, Titel, Album, Platzierungen, Wochen, Auszeichnungen, Anmerkungen) | Höchstplatzierung, Gesamtwochen, AuszeichnungChartplatzierungen (Jahr, Titel, Album, Platzierungen, Wochen, Auszeichnungen, Anmerkungen) | Höchstplatzierung, Gesamtwochen, AuszeichnungChartplatzierungen (Jahr, Titel, Album, Platzierungen, Wochen, Auszeichnungen, Anmerkungen) | Höchstplatzierung, Gesamtwochen, AuszeichnungChartplatzierungen (Jahr, Titel, Album, Platzierungen, Wochen, Auszeichnungen, Anmerkungen) | Höchstplatzierung, Gesamtwochen, AuszeichnungChartplatzierungen (Jahr, Titel, Album, Platzierungen, Wochen, Auszeichnungen, Anmerkungen) | Höchstplatzierung, Gesamtwochen, AuszeichnungChartplatzierungen (Jahr, Titel, Album, Platzierungen, Wochen, Auszeichnungen, Anmerkungen) | Anmerkungen                                                                                              |
| Jahr | Titel Album                                      | DE | AT | CH | UK | US | KR | Anmerkungen                                                                                              |
| --- | ------------------------------------------------ | --- | --- | --- | --- | --- | --- | --- |
| 2017 | Gajah (코끼리) –                                 | — | — | — | — | — | KR17 (2 Wo.)KR | Erstveröffentlichung: 5. April 2017 Verkäufe: + 120.282; Gaeko feat. Rap Monster                         |
| 2017 | Champion (Remix) Mania (Japanese Edition)        | — | — | — | — | — | — | Erstveröffentlichung: 15. Dezember 2017 Verkäufe: + 23.000; Fall Out Boy feat. RM                        |
| 2019 | Crying Over You Love Me / Love Me Not (Sessions) | — | — | — | — | — | — | Erstveröffentlichung: 27. März 2019 Honne feat. Beka & RM                                                |
| 2019 | Old Town Road (Seoul Town Road Remix) –          | DE— aDE | AT— aAT | CH— aCH | UK— aUK | US— aUS | — | Erstveröffentlichung: 24. Juli 2019 Lil Nas X feat. RM                                                   |
| 2022 | Sexy nukim –                                     | — | — | — | — | — | — | Erstveröffentlichung: 1. September 2022 Balming Tiger feat. BJ Wnjn, Mudd the Student, Omega Sapien & RM |
| 2024 | Neva Play –                                      | — | — | — | UK66 (1 Wo.)UK | US36 (2 Wo.)US | — | Erstveröffentlichung: 6. September 2024 Megan Thee Stallion feat. RM                                     |
| Folgende Lieder erschienen nicht als Single, wurden aber durch das Album zum Download und Streaming bereitgestellt und konnten somit eine Platzierung erlangen: |                                                  | | | | | | | |
| |                                                  | | | | | | | |
| 2015 | BuckuBucku (부끄부끄) WondaLand                  | — | — | — | — | — | — | Charteinstieg: — Verkäufe: + 14.686; MFBTY feat. Dino-J, EE & Rap Monster                                |
| 2015 | U 2                                              | — | — | — | — | — | KR22 (5 Wo.)KR | Charteinstieg: 23. April 2015 Verkäufe: + 158.700 Primary feat. Kwon Jin-ah & Rap Monster                |
| 2020 | Winter Flower Unstable Mindset                   | — | — | — | — | — | KR48 (4 Wo.)KR | Charteinstieg: 29. Januar 2020 Younha feat. RM                                                           |

## Videoalben und Musikvideos

### Videoalben
| Jahr | Titel Musiklabel                             | Anmerkungen                            |
| ---- | -------------------------------------------- | -------------------------------------- |
| 2022 | Tiny Desk (Home) Concert Big Hit Music (BHM) | Erstveröffentlichung: 2. Dezember 2022 |

### Musikvideos
| Jahr | Titel                  | Regisseur(e)    |
| ---- | ---------------------- | --------------- |
| 2013 | Intro:O!RUL8,2         |                 |
| 2013 | Perfect Christmas      |                 |
| 2015 | BuckuBucku             |                 |
| 2015 | ProMeTheUs             |                 |
| 2015 | Please Don’t Die       |                 |
| 2015 | Awakening              |                 |
| 2015 | Do You                 |                 |
| 2015 | Joke                   |                 |
| 2015 | Fantastic              |                 |
| 2015 | Rush                   |                 |
| 2016 | I Know                 |                 |
| 2017 | Gajah                  |                 |
| 2017 | Change                 |                 |
| 2017 | Champion (Remix)       |                 |
| 2018 | Tokyo                  |                 |
| 2018 | Forever Rain           | Jaehoon Choi    |
| 2019 | Persona                | Yong-seok Choi  |
| 2020 | Winter Flower          |                 |
| 2021 | Don’t                  | Yong-Hyeon Jeon |
| 2022 | Wild Flower            | Woogie Kim      |
| 2022 | Still Life             | Bang Jaeyeob    |
| 2022 | Sexy nukim             | Pennacky        |
| 2023 | Closer                 |                 |
| 2023 | Smoke Sprite           | Lee Suho        |
| 2023 | Don’t Ever Say Love Me | Soze            |
| 2024 | Come Back to Me        | Lee Sung Jin    |
| 2024 | Lost!                  | Aube Perrie     |
| 2024 | Groin                  | Pennacky        |
| 2024 | Domodachi              | Pennacky        |
| 2024 | Credit Roll            | Pennacky        |
| 2024 | Neva Play              | Warren Fu       |

## Sonderveröffentlichungen
| Jahr | Titel Album                                                    | Anmerkungen                                                                                                |
| ---- | -------------------------------------------------------------- | --- |
| 2015 | BuckuBucku Wondaland                                           | Erstveröffentlichung: 20. März 2015 MFBTY feat. Dino-J, EE & Rap Monster                                   |
| 2015 | ProMeTheUs Andre                                               | Erstveröffentlichung: 27. Mai 2015 Yankie feat. Dok2, Illson, Don Mills, Rap Monster, Topbob & Juvie Train |
| 2015 | U 2                                                            | Erstveröffentlichung: 12. August 2015 Primary feat. Kwon Jin-ah & Rap Monster                              |
| 2018 | Champion (Remix) Mania (Japanese Edition)                      | Erstveröffentlichung: 19. Januar 2018 Fall Out Boy feat. RM                                                |
| 2018 | Timeless Drunken Tiger X: Ribirth of Tiker JK                  | Erstveröffentlichung: 14. November 2018 Tiger JK feat. RM                                                  |
| 2020 | Winter Flower Unstable Mindset                                 | Erstveröffentlichung: 6. Januar 2020 Younha feat. RM                                                       |
| 2020 | Crying Over You Love Me / Love Me Not (Sessions)               | Erstveröffentlichung: 15. Mai 2020 Honne feat. Beka & RM                                                   |
| 2020 | Strange D-2                                                    | Erstveröffentlichung: 22. Mai 2020 Agust D feat. RM                                                        |
| 2021 | Don’t Fragile                                                  | Erstveröffentlichung: 30. April 2021 eAeon feat. RM                                                        |
| 2023 | Smoke Sprite Episode1: Love                                    | Erstveröffentlichung: 14. März 2023 So-yoon feat. RM                                                       |
| 2023 | Don’t Ever Say Love Me (다시는 사랑한다 말하지 마) Love Part 2 | Erstveröffentlichung: 4. Mai 2023 Colde feat. RM                                                           |

| Jahr | Titel Soundtrack zu      | Anmerkungen                                               |
| ---- | ------------------------ | --------------------------------------------------------- |
| 2015 | Fantastic Fantastic Four | Erstveröffentlichung: 7. August 2015 feat. Mandy Ventrice |

## Promoveröffentlichungen
| Jahr | Titel Album        | Anmerkungen                                           |
| ---- | ------------------ | ----------------------------------------------------- |
| 2012 | Rap Monster –      | Erstveröffentlichung: 22. Dezember 2012               |
| 2013 | Where U At –       | Erstveröffentlichung: 3. Januar 2013                  |
| 2013 | Favorite Girl –    | Erstveröffentlichung: 28. Januar 2013                 |
| 2013 | Like a Star –      | Erstveröffentlichung: 2. Februar 2013 mit Jung Kook   |
| 2013 | 어른아이 –         | Erstveröffentlichung: 13. März 2013 mit Jin & Suga    |
| 2013 | Something –        | Erstveröffentlichung: 21. September 2013              |
| 2013 | Too Much –         | Erstveröffentlichung: 21. November 2013               |
| 2014 | Monterlude –       | Erstveröffentlichung: 17. Januar 2014                 |
| 2014 | RM Cyper Ruff –    | Erstveröffentlichung: 25. Februar 2014                |
| 2014 | Unpack Your Bags – | Erstveröffentlichung: 20. Mai 2014 mit DJ Soulscape   |
| 2015 | Fools –            | Erstveröffentlichung: 29. Dezember 2015 mit Jung Kook |
| 2017 | Always –           | Erstveröffentlichung: 1. Januar 2017                  |
| 2018 | 땡 –               | Erstveröffentlichung: 10. Juni 2018 mit J-Hope & Suga |

## Statistik

### Chartauswertung
|                     | DE    | AT    | CH    | UK    | US    | KR    |
| ------------------- | ----- | ----- | ----- | ----- | ----- | ----- |
| Nummer-eins-Alben   | DE—DE | AT—AT | CH—CH | UK—UK | US—US | KR—KR |
| Top-10-Alben        | DE1DE | AT1AT | CH2CH | UK—UK | US2US | KR1KR |
| Alben in den Charts | DE2DE | AT2AT | CH3CH | UK2UK | US3US | KR1KR |

|                       | DE    | AT    | CH    | UK    | US    | KR     |
| --------------------- | ----- | ----- | ----- | ----- | ----- | ------ |
| Nummer-eins-Singles   | DE—DE | AT—AT | CH—CH | UK—UK | US—US | KR—KR  |
| Top-10-Singles        | DE—DE | AT—AT | CH—CH | UK—UK | US—US | KR—KR  |
| Singles in den Charts | DE—DE | AT—AT | CH—CH | UK3UK | US2US | KR14KR |

### Auszeichnungen für Musikverkäufe
Anmerkung: Auszeichnungen in Ländern aus den Charttabellen bzw. Chartboxen sind in ebendiesen zu finden.
| Land/RegionAuszeichnungen für Musikverkäufe (Land/Region, Auszeichnungen, Verkäufe, Quellen) | Gold | Platin     | Verkäufe  | Quellen        |
| -------------------------------------------------------------------------------------------- | ---- | ---------- | --------- | -------------- |
| Südkorea (KMCA)                                                                              | —    | 4× Platin4 | 1.000.000 | circlechart.kr |
| Insgesamt                                                                                    | —    | 4× Platin4 |           |                |